# Barabino (cognome)
Barabino è un cognome di lingua italiana.

## Varianti
Barabani, Barabba, Barabbino, Barabin.

## Origine e diffusione
Cognome tipicamente settentrionale, è presente prevalentemente in Liguria.
Potrebbe derivare dal prenome Barabba, dall'ebraico-aramaico bar, "figlio", e abbā, "padre".
La variante Barabin è ligure; Barabba è settentrionale; Barabani è meridionale.

## Persone
- Angelo Barabino – pittore italiano
- Carlo Barabino – architetto e urbanista italiano
- Giacomo Barabino – vescovo cattolico italiano